# Janowiec-Jastrząbki
Janowiec-Jastrząbki (do 2011 Janowiec Jastrząbski) – wieś w Polsce położona w województwie warmińsko-mazurskim, w powiecie nidzickim, w gminie Janowiec Kościelny.
W okresie międzywojennym w miejscowości stacjonowała placówka Straży Celnej „Jastrzębki”.
W latach 1975–1998 miejscowość administracyjnie należała do województwa olsztyńskiego.
1 stycznia 2011 r. zmieniono urzędowo nazwę wsi Janowiec Jastrząbski na osadę Janowiec-Jastrząbki.
Zobacz też: Janowiec-Boruty